# 那比新宮神社

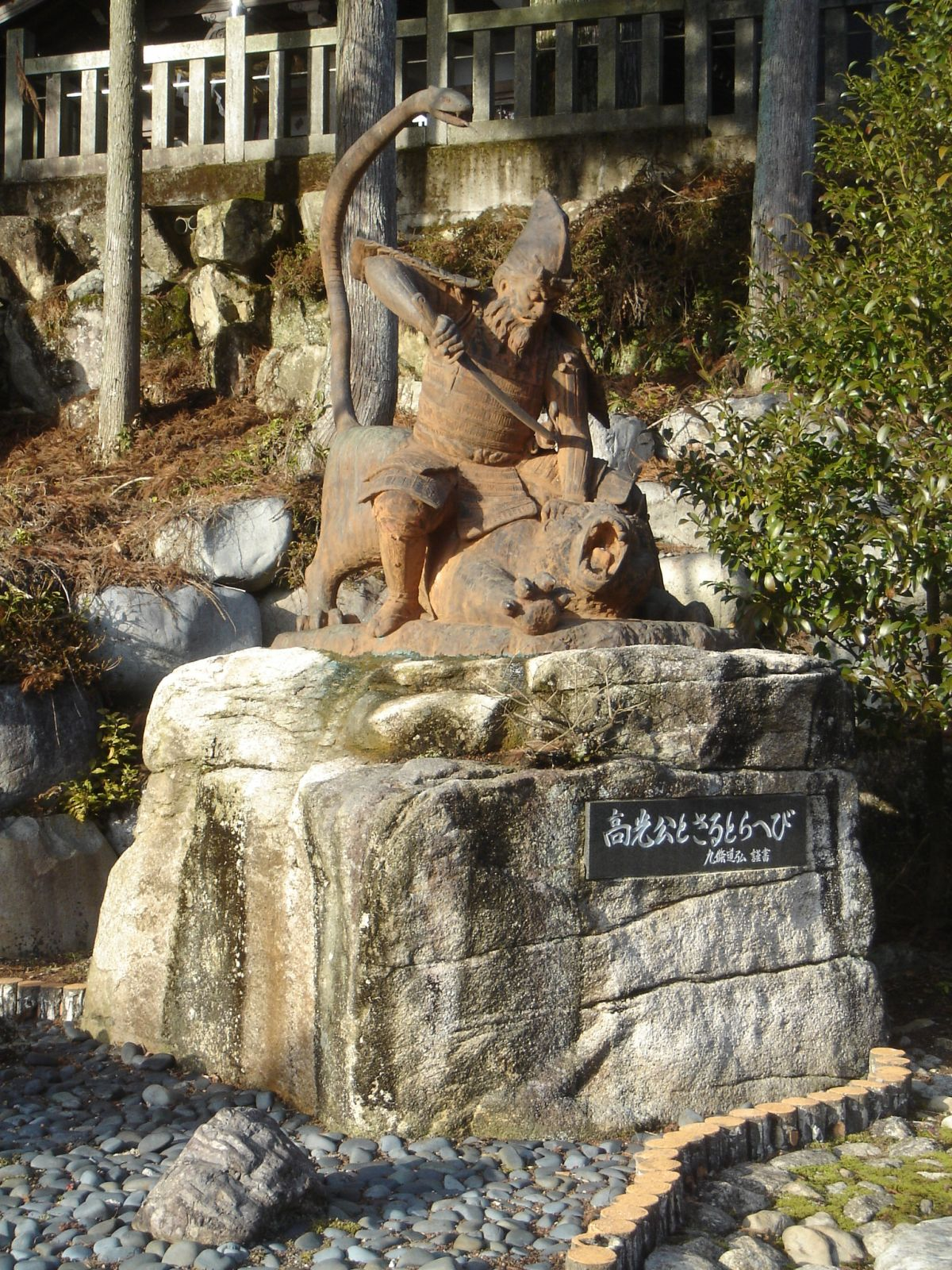
岐阜県関市の高賀神社にある「高光公とさるとらへび」の像

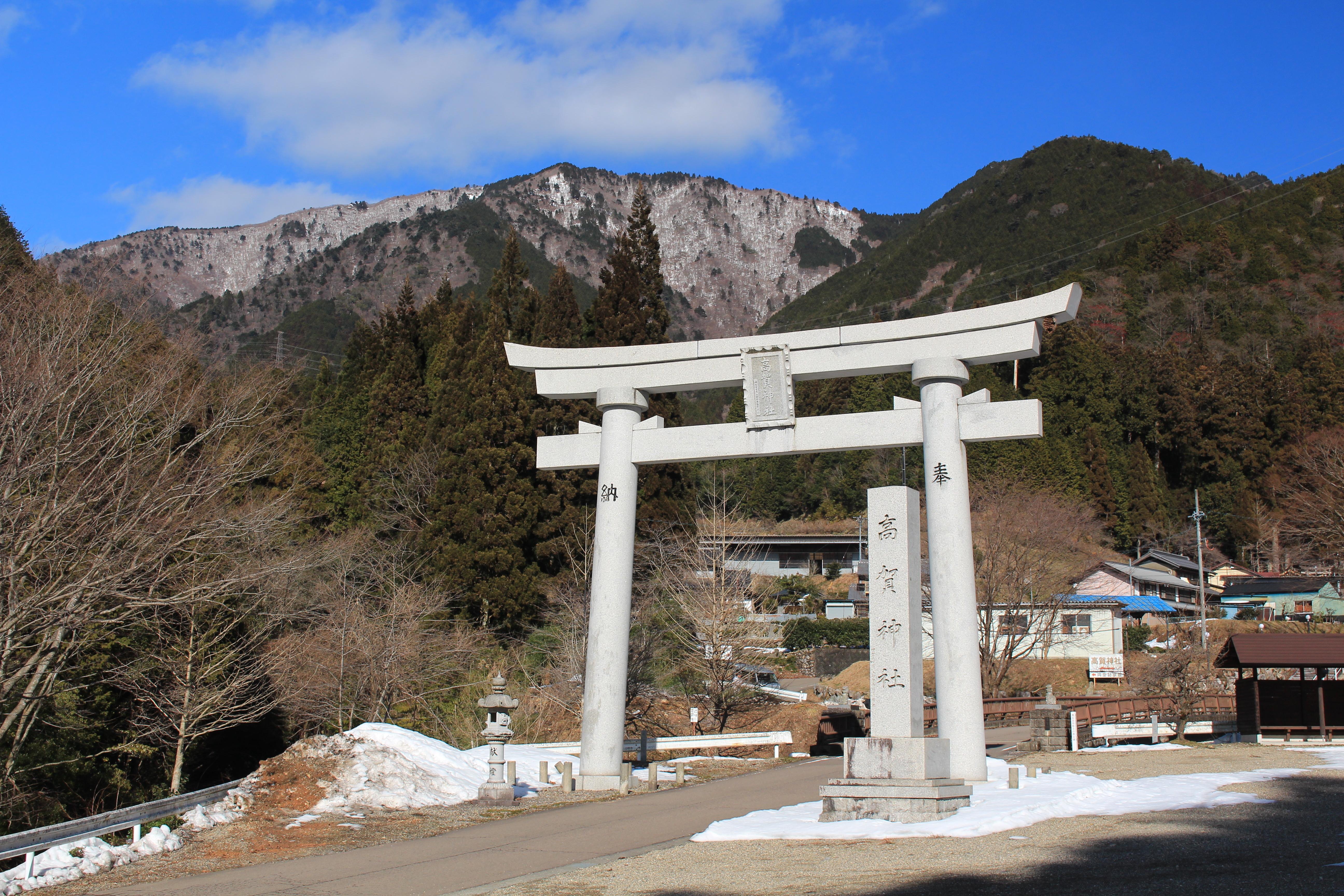
山麓から望む高賀神社の鳥居と高賀山

那比新宮神社（なびしんぐうじんじゃ）は、岐阜県郡上市八幡町那比にある神社。『高賀山信仰』における中心となる社(高賀山六社)の一社である。

## 概要
神体が仏像（金銅宝冠虚空蔵菩薩坐像）であることや、平安時代 - 鎌倉時代の懸仏が大量にあるなど、廃仏毀釈以前の神仏習合の形が残っている。
境内の杉は樹齢300年以上と推測される。境内林全体は「那比新宮神社社叢」として、1962年（昭和37年）に岐阜県指定天然記念物に指定されている。
※ 御神体の虚空蔵菩薩像（秘仏）を除く文化財は境内の宝物庫に収蔵されている。現在、関係者以外は宝物庫の拝観は不可。

## 祭神
- 那比大神
  - 神社本庁発行の「平成祭データ」による。但し、「郡上八幡町史下巻」（1961年（昭和37年）幡町発行）によると、祭神は不明とされている。一説では熊野三山から勧請された神という。
  - 実際の神体は金銅宝冠虚空蔵菩薩坐像である。

## 沿革
社伝によると、天暦年間、この地に妖怪さるとらへびが住み付き、村人に危害を加えているのを聞いた朝廷は、藤原高光をこの地に遣わせ、妖怪を退治したという（承平3年の説もあるが、藤原高光の生誕年との矛盾がある）。この時、高賀山大本神宮大行事神社（現在の高賀神社）を再建し、七昼夜妖怪退治の祈願をしたという。その後、高賀山麓の六か所に神社（高賀六社）を建立したとされている。那比新宮神社はこの高賀六社の一つとして創建された。
平安時代後期以降は高賀巌屋新宮と称され、神仏習合により独自の信仰形態をとっていた。明治時代の廃仏毀釈の際には、地元住民の手で神仏習合の形態が守られたという。

## 主な文化財

### 重要文化財
- 那比新宮信仰資料 - 一括[2]
  - 金銅宝冠虚空蔵菩薩坐像 - 附：金銅天蓋、鋳冶銘木札（木札に貞和2年（1346年）の銘がある）
  - 金銅地蔵菩薩坐像 - 平安時代後期
  - 懸仏 - 255面（鎌倉時代 - 南北朝時代）附：懸仏残欠5点
  - 金銅大錫杖頭 - 南北朝時代
  - 銅錫杖頭 - 鎌倉時代
  - 鰐口 - 文永5年（1268年）銘
  - 鉄鰐口 - 南北朝時代
  - 梵鐘 - 観応3年（1352年）銘

### 追記
虚空蔵菩薩坐像は、当神社の神体（本尊）で、像高48.8センチメートル。本体は銅製鍍金、二重円光に唐草文透彫の光背も銅製、九重蓮華の台座は木心に銅板を貼り、鍍金銀を施したもので、全体に精緻な造りになる。懸仏（かけぼとけ）は、銅製円形の鏡板に半肉彫の仏像を貼り付けたもので（鏡板に仏像を線刻したものもある）、当神社には255面もの多数が伝来する。中には在銘品を含み、最古の年紀を有するものは正嘉元年（1257年）銘の虚空蔵菩薩懸仏である。那比新宮信仰資料は、鎌倉 - 南北朝時代を中心とした、神仏習合の信仰形態を示す資料が豊富に残ることで貴重である。

### 岐阜県指定重要文化財
- 木造仏像（平安時代・鎌倉時代）[4]
  - 十一面観音立像
  - 勢至菩薩像
  - 聖観音立像
  - 地蔵菩薩像
  - 阿弥陀如来立像
  - 善財童子像
  - 僧形像
  - 僧形文殊像
- 大般若経471巻 - 附：経櫃[5]
- 五部大乗経137巻 - 附：経櫃[6]
- 古瀬戸灰釉梅瓶[7]
- 古常滑大瓶[7]

※ 御神体の虚空蔵菩薩像（秘仏）を除く文化財は境内の宝物殿に収蔵されている。現在、関係者以外は宝物殿の拝観は不可。

### 岐阜県指定天然記念物
- 那比新宮神社社叢[1]

## 高賀山六社
高賀山を主峰とした山（瓢ケ岳、今渕ケ岳、片知山など）の山麓にあり、高賀山を囲む6つの神社。かつては六社めぐりという、この六つの社を尾根伝いに一日で歩いて巡る苦行が存在した。
- 高賀神社（岐阜県関市）
- 那比新宮神社（岐阜県郡上市）
- 那比本宮神社（岐阜県郡上市）
- 星宮神社（岐阜県郡上市）
- 瀧神社（岐阜県美濃市）
- 金峰神社（岐阜県美濃市）

## 交通

### 交通機関
- 郡上市自主運行バス
  - 郡上八幡自主運行バス：相生線「二間手」バス停下車、約4km。

### 自動車
- 長良川鉄道越美南線 相生駅より自動車で約30分。
- 東海北陸自動車道 郡上八幡ICより自動車で約40分。